# Максим Михајлов
Максим Михајлович Михајлов (рус. Максим Михайлович Михайлов;  Кузмоловски, 19. март 1988) руски је одбојкаш.

## Биографија
Рођен је 19. марта 1988. године у месту Кузмоловски у Лењинградској области. Игра на позицији коректора. У каријери је играо од 2005. до 2010. за Јарославич из Јарославља. Од 2010. године наступа за Зенит из Казања. Са Зенитом је освојио ЦЕВ Лигу шампиона 2011/12, 2014/15, 2015/16, 2016/17. и 2017/18. и био је освајач трећег места на клупском Светском шампионату 2011. године. Михајлов је изабран за МВП-а у финалу Лиге шампиона 2016/17.
Са репрезентацијом Русије освојио је злато на Олимпијским играма у Лондону 2012. године, после победе у финалу над Бразилом. На Играма у Пекингу 2008. године освојио је бронзану медаљу. Играо је на Олимпијским играма у Рију 2016. и Олимпијским играма у Токију 2020. године када је са репрезентацијом Руског олимпијског комитета (РОК) освојио сребрну медаљу.
Са сениорском репрезентацијом је освојио још два злата на Европским првенствима (2013. и 2017. године).
Максим и његова супруга Анастасија имају једног сина по имену Никита (рођен 2015).

## Успеси
Русија
- медаље
- злато: Олимпијске игре Лондон 2012.
- сребро: Олимпијске игре Токио 2000.
- бронза: Олимпијске игре Пекинг 2008.